# Semîpolkî, Brovarî
Semîpolkî (în ucraineană Семиполки) este o comună în raionul Brovarî, regiunea Kiev, Ucraina, formată numai din satul de reședință.

## Demografie
Componența lingvistică a comunei Semîpolkî
     Ucraineană (95,34%)
     Rusă (4,2%)
     Alte limbi (0,13%)
Conform recensământului din 2001, majoritatea populației comunei Semîpolkî era vorbitoare de ucraineană (95,34%), existând în minoritate și vorbitori de rusă (4,2%).